# The Girl Dodger
The Girl Dodger è un film muto del 1919 diretto da Jerome Storm. Una commedia degli equivoci che aveva come interpreti Charles Ray, Doris Lee, Hallam Cooley.

## Trama
Sfrattato dalla sua stanza, lo studente Cuthebert Trotman si trasferisce a casa dell'amico Harry Travistock. Quando questi, che ha un appuntamento con Pinkie, una ballerina, viene a sapere che deve partecipare a una cena insieme a sua madre e ad Anita, la sua fidanzata, chiede a Cuthebert di sostituirlo all'appuntamento con Pinkie. Al posto di Pinkie, invece, arriva Anita. Cuthebert, che non conosce nessuna delle due, la scambia per la ballerina e, chiacchierando con lei, le confida - facendosi passare per l'amico - che della fidanzata gli interessano solo i soldi. In ogni caso, i due giovani cominciano a provare uno attrazione per l'altra. Cuthebert finisce per scoprire la vera identità della ragazza con la quale ha passato la serata. Lei lo invita a un ballo in albergo, dove Cuthebert diventa protagonista di una serie di disavventure, come quella di perdere i pantaloni e di essere preso per un ladro. Dopo essersi battuto con Harry, conquista definitivamente l'amore di Anita.

## Produzione
Il film fu prodotto dalla Thomas H. Ince Corporation. Alcune fonti riportano una lunghezza di sei rulli.

## Distribuzione
Il copyright del film, richiesto dalla Thomas H. Ince Corp., fu registrato il 30 gennaio 1919 con il numero LP13353.

Distribuito dalla Famous Players-Lasky Corporation e Paramount Pictures, il film uscì nelle sale statunitensi il 23 febbraio 1919.
Non si conoscono copie ancora esistenti della pellicola che viene considerata presumibilmente perduta.